# Grisy-les-Plâtres
Grisy-les-Plâtres – miejscowość i gmina we Francji, w regionie Île-de-France, w departamencie Dolina Oise.
Według danych na rok 1990 gminę zamieszkiwało 481 osób, a gęstość zaludnienia wynosiła 67 osób/km² (wśród 1287 gmin regionu Île-de-France Grisy-les-Plâtres plasuje się na 819. miejscu pod względem liczby ludności, natomiast pod względem powierzchni na miejscu 540.).